# 米羅柳布內
49°39′22″N 27°12′50″E / 49.65611°N 27.21389°E

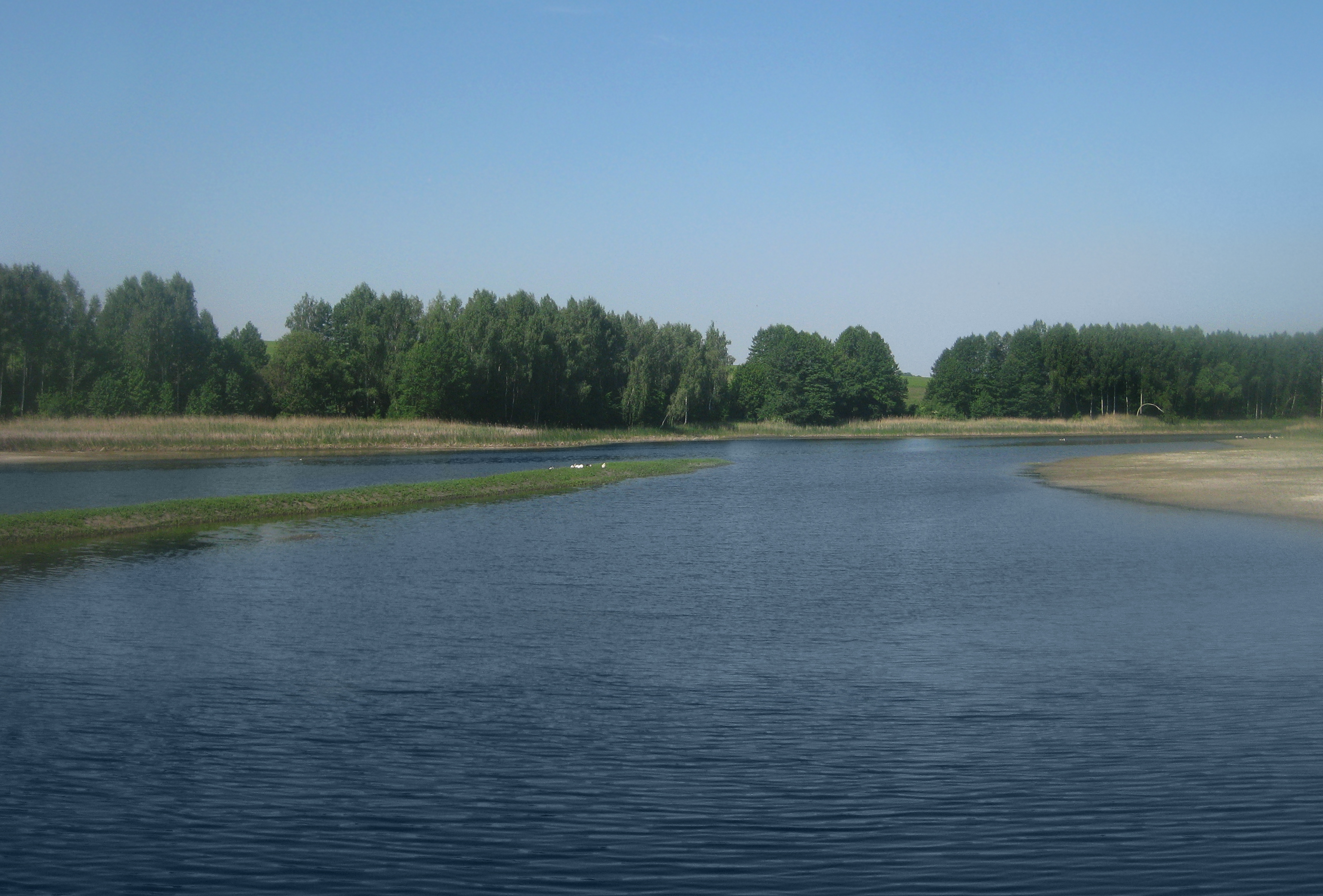
风景

米羅柳布內（烏克蘭語：Миролюбне）是位於烏克蘭西部的村莊，由赫梅利尼茨基州裡赫梅利尼茨基區的米羅柳布內市鎮負責管轄。該村處於伊克瓦河畔，始建於1517年，面積2.67平方公里，海拔高度317米，2001年人口770。